# Континентальний кубок
Континентальний кубок ІІХФ (англ. IIHF Continental Cup) — хокейний турнір для європейських клубних команд. Проводять під егідою Міжнародної федерації хокею із шайбою (ІІХФ).

## Історія
Затверджений у 1994 році ІІХФ як клубний турнір під назвою «Кубок Федерації — ІІХФ» для команд, які посіли друге і третє місце у національних чемпіонатах. Починаючи з третього розіграшу (осінь 1997), турнір стали іменувати Континентальним кубком.
Турнір проводять для команд, які посіли у своїх національних чемпіонатах місця за переможцями. Беруть участь також і володарі золотих медалей, які з різних причин не можуть бути заявлені в розіграші Кубка європейських чемпіонів (Євроліги). Після скасування Євроліги у 2001—2004 Континентальний кубок був єдиним європейським офіційним турніром, в якому брали участь найсильніші клуби Європи.
Турнір проводять за чотирираундовою системою. На усіх етапах путівки в наступне коло отримували тільки переможці груп. Групи розподілялися відповідно до географічного положення команд-учасниць, стартовий раунд визначався за результатами країни, представленої в останньому чемпіонаті світу.

### Переможець та призери
| Сезон   | Переможець                               | Друге місце                              | Третє місце                              | Місце проведення фіналу                  |
| ------- | ---------------------------------------- | ---------------------------------------- | ---------------------------------------- | ---------------------------------------- |
| 1997    | Кошиці                                   | Айсберен Берлін                          | Ільвес Тампере                           | Тампере (Фінляндія)                      |
| 1998    | Амбрі-Піотта                             | Кошиці                                   | Авангард Омск                            | Кошиці (Словаччина)                      |
| 1999    | Амбрі-Піотта                             | Айсберен Берлін                          | АК Барс Казань                           | Берлін (Німеччина)                       |
| 2000—01 | ЦСК Лайонс                               | Лондон Найтс                             | Слован Братислава                        | Цюрих (Швейцарія)                        |
| 2001—02 | ЦСК Лайонс                               | Мілан Вайперз                            | Зволен                                   | Цюрих (Швейцарія)                        |
| 2002—03 | Йокеріт Гельсінкі                        | Локомотив Ярославль                      | Лугано                                   | Лугано (Швейцарія) Мілан (Італія)        |
| 2003—04 | Слован Братислава                        | Гомель                                   | Лугано                                   | Гомель (Білорусь)                        |
| 2004—05 | Зволен                                   | Динамо М                                 | Фегервар АВ19                            | Секешфегервар (Угорщина)                 |
| 2005—06 | Лада Тольятті                            | Рига 2000                                | ЦСК Лайонс                               | Секешфегервар (Угорщина)                 |
| 2006—07 | Юність Мінськ                            | Авангард Омск                            | Ільвес Тампере                           | Секешфегервар (Угорщина)                 |
| 2007—08 | Ак Барс Казань                           | Рига 2000                                | Торпедо Усть-Каменогорськ                | Рига (Латвія)                            |
| 2008—09 | Мартін                                   | Руан Дрегонз                             | Больцано                                 | Руан (Франція)                           |
| 2009—10 | Ред Булл Зальцбург                       | Юність Мінськ                            | Шеффілд Стілерс                          | Гренобль (Франція)                       |
| 2010—11 | Юність Мінськ                            | Ред Булл Зальцбург                       | Сеннер'юск Айсхокей                      | Мінськ (Білорусь)                        |
| 2011—12 | Руан Дрегонз                             | Юність Мінськ                            | Донбас Донецьк                           | Руан (Франція)                           |
| 2012—13 | Донбас Донецьк                           | Металург Жлобин                          | Руан Дрегонз                             | Донецьк (Україна)                        |
| 2013—14 | Ставангер Ойлерс                         | Донбас Донецьк                           | Азіаго                                   | Руан (Франція)                           |
| 2014—15 | Німан Гродно                             | Фіштаун Пінгвінс                         | Анже                                     | Бремерхафен (Німеччина)                  |
| 2015—16 | Руан Дрегонз                             | Гернінг Блю-Фокс                         | ГКС Тихи                                 | Руан (Франція)                           |
| 2016—17 | Ноттінгем Пантерс                        | Бейбарис Атирау                          | Оденсе Бульдогс                          | Ріттен (Італія)                          |
| 2017—18 | Юність Мінськ                            | Номад Астана                             | Шеффілд Стілерс                          | Мінськ (Білорусь)                        |
| 2018—19 | Арлан Кокшетау                           | Белфаст                                  | ГКС Катовиці                             | Белфаст (Північна Ірландія)              |
| 2019—20 | Сеннер'юск Айсхокей                      | Ноттінгем Пантерс                        | Німан Гродно                             | Войєнс (Данія)                           |
| 2020—21 | Скасовано у зв'язку з пандемією COVID-19 | Скасовано у зв'язку з пандемією COVID-19 | Скасовано у зв'язку з пандемією COVID-19 | Скасовано у зв'язку з пандемією COVID-19 |
| 2021—22 | Краковія                                 | Сариарка Караганда                       | Ольборг Пайретс                          | Ольборг (Данія)                          |
| 2022—23 | Нітра                                    | Анже                                     | Кардіфф Девілс                           | Анже (Франція)                           |
| 2023—24 | Номад Астана                             | Гернінг Блю-Фокс                         | Кардіфф Девілс                           | Кардіфф (Уельс)                          |
| 2024—25 | Кардіфф Девілс                           | Гренобль Брюле-де-Луп                    | ГКС Катовиці                             | Кардіфф (Уельс)                          |

## Перемоги по країнам
| #  | Країна          | Перемог | 2 місце | 3 місце |
| -- | --------------- | ------- | ------- | ------- |
| 1  | Словаччина      | 5       | 1       | 2       |
| 2  | Білорусь        | 4       | 4       | 1       |
| 3  | Швейцарія       | 4       | –       | 3       |
| 4  | Велика Британія | 2       | 3       | 4       |
| 5  | Франція         | 2       | 3       | 2       |
|    | Росія           | 2       | 3       | 2       |
| 7  | Казахстан       | 2       | 3       | 1       |
| 8  | Данія           | 1       | 2       | 3       |
| 9  | Україна         | 1       | 1       | 1       |
| 10 | Австрія         | 1       | 1       | –       |
| 11 | Польща          | 1       | –       | 3       |
| 12 | Фінляндія       | 1       | –       | 2       |
| 13 | Норвегія        | 1       | –       | –       |
| 14 | Німеччина       | –       | 3       | –       |
| 15 | Латвія          | –       | 2       | –       |
| 16 | Італія          | –       | 1       | 2       |
| 17 | Угорщина        | –       | –       | 1       |

## Кубок Федерації
Турнір проводився у декілька етапів у групах. Переможці груп визначались не по круговій системі, а через плей-оф. Спочатку найсильніша за рейтингом команда групи зустрічалась із найслабшою, а друга із третьою, після чого переможці у грі між собою виявляли найкращий клуб групи.

### Переможці
| Сезон | Переможець        | Рахунок | Фіналіст               | Місце               |
| ----- | ----------------- | ------- | ---------------------- | ------------------- |
| 1995  | Салават Юлаєв Уфа | 4-1     | ХК Пардубиці           | Любляна, Словенія   |
| 1996  | АС Мартіні Варезе | 4-3     | Металург Магнітогорськ | Тренчин, Словаччина |